# فيستيني
فيستيني هي بلدية في مدينة تورينو الحضرية، في منطقة بيمنتة الإيطالية، وتقع على بعد حوالي 40 كيلومترا شمال شرق تورينو .
تقع فيستيني على حدود البلديات التالية: إفريا، ألبيانو ديفريا، سترامبينو، كارافينو، بورغومازينو، وفيسكه. تقع على أراضي جبلية في المنطقة الجغرافية الوسطى الشرقية السفلى من كانافيزي.

## روابط خارجية
الموقع الرسمي